# Dieceza de Tiraspol
Dieceza de Tiraspol a fost o episcopie romano-catolică înființată în anul 1848, cu sediul la Saratov. Jurisdicția acestei dieceze, aflată la înființare pe teritoriul Imperiului Rus, se întindea asupra ținuturilor locuite de germanii pontici, colonizați în sudul Rusiei în timpul țarului Alexandru I. 
Ultimul episcop al acestei dieceze a fost Josef Alois Kessler, decedat în 1933. În anul 1936 autoritățile sovietice au expropriat catedrala din Saratov, pe care au transformat-o în cinematograf. În timpul ocupației germane din cel de-al doilea război mondial conducătorul misiunii catolice din Transnistria a fost Markus Glaser, ulterior administrator apostolic al Diecezei de Iași.
Dieceza de Tiraspol a existat formal până în 2002, când teritoriul ei a fost împărțit între Dieceza de Chișinău și Dieceza Sfântul Clement de Saratov.

## Episcopi
- Eduard von der Ropp (9 iunie 1902 - 9 noiembrie 1903)